# Ministère des Affaires étrangères et du Tourisme (Malte)
Pour les articles homonymes, voir Ministère des Affaires étrangères.
Le ministère des affaires étrangères de Malte est situé dans un bâtiment construit au XVIIIe siècle[réf. nécessaire] à La Valette. Napoléon avait séjourné dans ce palais où il avait placé son quartier général. Sa chambre est l'actuelle bureau du Ministre.
Le ministre actuel est Ian Borg.